# 29471 Spejbl
For a Czech comedy puppet, see Spejbl và Hurvínek.
29471 Spejbl (1997 UT7) là một tiểu hành tinh vành đai chính được phát hiện ngày 27 tháng 10 năm 1997 bởi L. Šarounová ở Đài thiên văn Ondřejov.